# Lomographa
Genre
Lomographa est un genre de lépidoptères (papillons) de la famille des Geometridae.

## Espèces
- Lomographa anoxys (Wehrli, 1936)
- Lomographa araeophragma (Prout, 1934)
- Lomographa buraetica (Staudinger, 1892)
- Lomographa bimaculata (Fabricius, 1775) – white-pinion spotted
- Lomographa claripennis Inoue, 1977
- Lomographa distans (Warren, 1894)
- Lomographa distinctata (Herrich-Schäffer, 1839)
- Lomographa elsinora (Hulst, 1900)
- Lomographa foedata (Warren, 1894)
- Lomographa glomeraria (Grote, 1881)
- Lomographa guttalata Yazaki, 1994
- Lomographa inamata (Walker, 1860)
- Lomographa juta (Prout, 1926)
- Lomographa luciferata (Walker, 1862)
- Lomographa lungtanensis (Wehrli, 1939)
- Lomographa margarita (Moore, 1868)
- Lomographa nivea (Djakonov, 1936)
- Lomographa notata (Warren, 1894)
- Lomographa ochrilinea (Warren, 1894)
- Lomographa orientalis (Staudinger, 1892)
- Lomographa perapicata (Wehrli, 1924)
- Lomographa percnosticta Yazaki, 1994
- Lomographa platyleucata (Wileman, 1914)
- Lomographa pulverata (A. Bang-Haas, 1910)
- Lomographa rara Yazaki, 1994
- Lomographa sectinota (Hampson, 1895)
- Lomographa semiclarata (Walker, 1866)
- Lomographa simplicior (Butler, 1881)
- Lomographa subspersata Wehrli, 1939
- Lomographa temerata (Denis & Schiffermüller, 1775)
- Lomographa undilinea (Warren, 1894)
- Lomographa vestaliata (Guenée, 1857)